# Hoplopholcus cecconii
Hoplopholcus cecconii là một loài nhện trong họ Pholcidae. Loài này được phát hiện ở Thổ Nhĩ Kỳ, Israel và Liban.